# María Fermina Rivera
María Fermina Rivera était une insurgée pendant la guerre d'indépendance du Mexique où elle faisait partie de la petite force de Vicente Guerrero. Rivera est née à Tlaltizapán, dans ce qui est aujourd'hui l'État de Morelos. En 1821, Rivera a accompagné son mari au combat sur la ligne de front avec les forces de Guerrero et a continué à lutter pour l'indépendance pendant les dernières années de la guerre.
Elle a peut-être été tuée au combat alors qu'elle combattait dans l'armée de Guerrero à Chichihualco, Guerrero, en février 1821,, bien qu'une autre source affirme qu'elle a poursuivi le gouvernement du Premier Empire mexicain pour obtenir une augmentation de sa pension en 1823 et que la date de sa mort est inconnue.